# Chef de Mission
Als Chef de Mission wird der Leiter einer sportlichen Delegation bezeichnet.

## Olympische Spiele
Bei den Olympischen Spielen wird der Chef de Mission vom Nationalen Olympischen Komitee (NOK) benannt und hält sich während der gesamten Dauer der Spiele im olympischen Dorf auf.

### Aufgaben
Er ist Kontaktperson für das Internationale Olympische Komitee (IOC) und das jeweilige Organisationskomitee der Olympischen Spiele (OCOG). Ebenso ist er Ansprechpartner für die Athleten, Trainer und Offiziellen seines Landes, für die er auch verantwortlich ist.
Zu den weiteren Aufgaben des Chef de Mission gehören:
- Repräsentation der Olympiamannschaft
- Zusammenarbeit mit der Presse
- Organisation der An- und Abreise sowie Unterkunft
- Erkundung der Sportstätten
- Teilnahme an regelmäßigen Besprechungen mit den Chefs de Mission der anderen Nationen[3]

### Deutschland

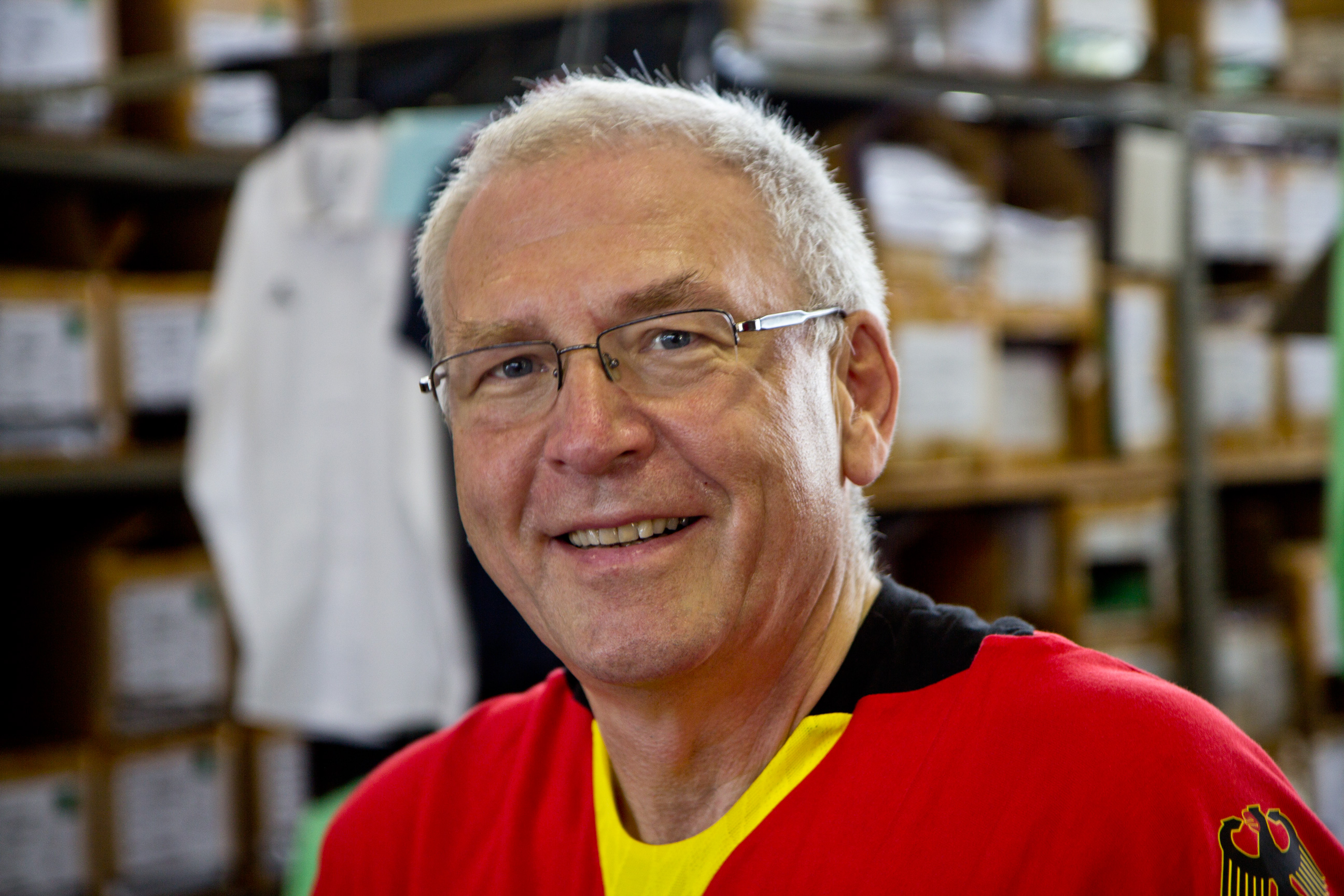
Michael Vesper, Chef de Mission bei den Olympischen Spielen in London 2012

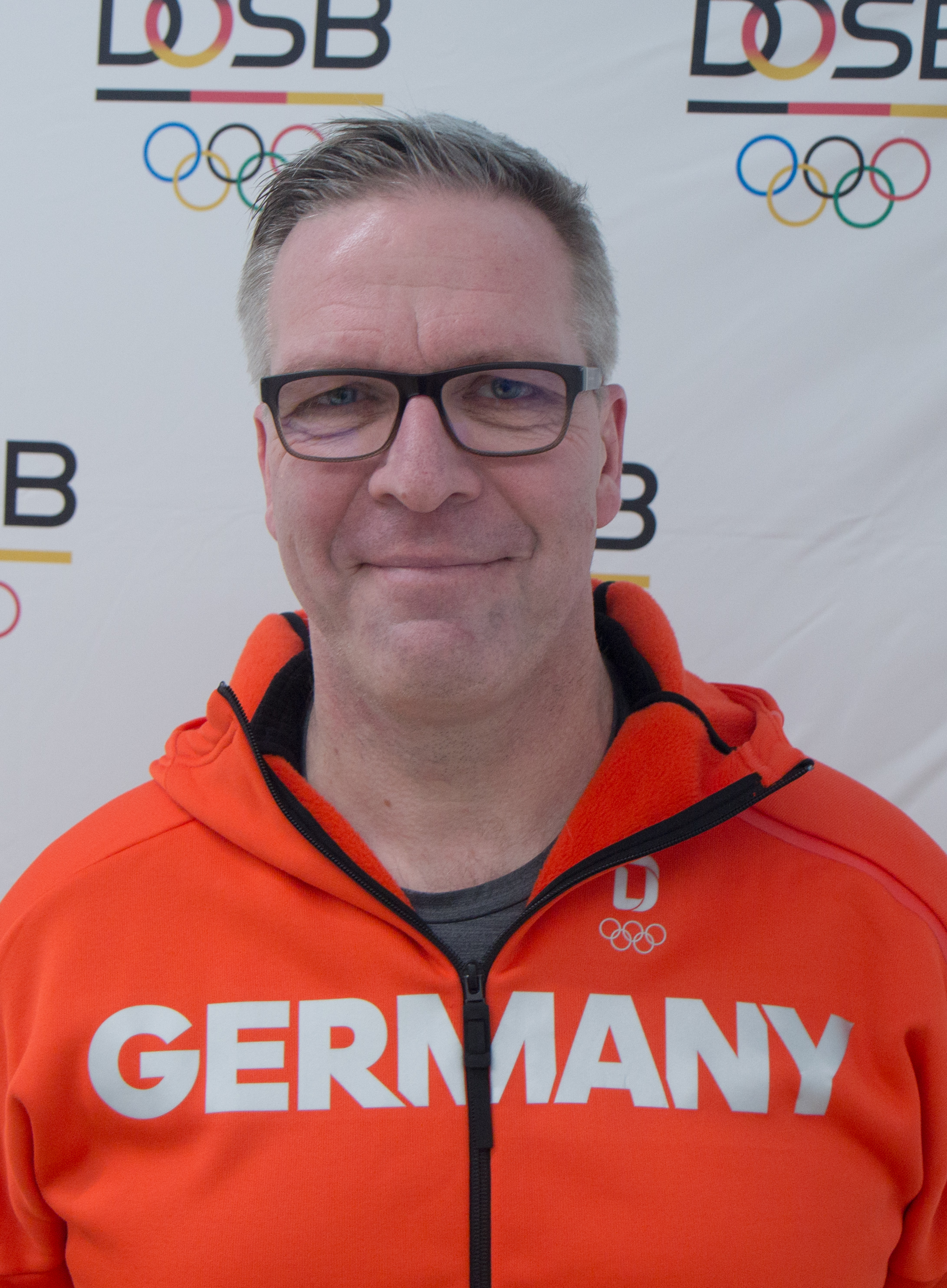
Dirk Schimmelpfennig, Chef de Mission bei den Olympischen Spielen in Pyeongchang 2018

Bis 2006 wurde der Chef de Mission in Deutschland vom deutschen Nationalen Olympischen Komitee ernannt, seitdem ist der Deutsche Olympische Sportbund (DOSB) dafür zuständig.
Die folgende Tabelle bezieht sich auf die Olympiamannschaften der Bundesrepublik Deutschland, die erst 1992 nach der deutschen Wiedervereinigung wieder mit einem gesamtdeutschen Team angetreten ist.
|  | 1976 | Walther Tröger       | Innsbruck      |
|  | 1976 | Heinz Fallak         | Montreal       |
|  | 1980 | Walther Tröger       | Lake Placid    |
|  | 1980 | keine Teilnahme      | Moskau         |
|  | 1984 | Heinz Henschel       | Sarajevo       |
|  | 1984 | Heinz Fallak         | Los Angeles    |
|  | 1988 | Walther Tröger       | Calgary        |
|  | 1988 | Heinz Fallak         | Seoul          |
|  | 1992 | Walther Tröger       | Albertville    |
|  | 1992 | Ulrich Feldhoff      | Barcelona      |
|  | 1994 | Walther Tröger       | Lillehammer    |
|  | 1996 | Ulrich Feldhoff      | Atlanta        |
|  | 1998 | Walther Tröger       | Nagano         |
|  | 2000 | Klaus Steinbach      | Sydney         |
|  | 2002 | Walther Tröger       | Salt Lake City |
|  | 2004 | Klaus Steinbach      | Athen          |
|  | 2006 | Klaus Steinbach      | Turin          |
|  | 2008 | Michael Vesper       | Peking         |
|  | 2010 | Bernhard Schwank     | Vancouver      |
|  | 2012 | Michael Vesper       | London         |
|  | 2014 | Michael Vesper       | Sotschi        |
|  | 2016 | Michael Vesper       | Rio de Janeiro |
|  | 2018 | Dirk Schimmelpfennig | Pyeongchang    |
|  | 2021 | Dirk Schimmelpfennig | Tokio          |
|  | 2022 | Dirk Schimmelpfennig | Peking         |
|  | 2024 | Olaf Tabor           | Paris          |

## Paralympische Spiele
Auch bei den Paralympischen Spielen gibt es die Funktion des Chef de Mission. Da diese seit 1988 (bei Sommerspielen) bzw. 1992 (bei Winterspielen) im Anschluss an die Olympischen Spiele in denselben Sportstätten und Unterkünften stattfinden, gilt es hier unter anderem die Anpassungen auf die besonderen Bedürfnisse der Teilnehmer, wie zum Beispiel barrierefreie Zugänge, sicherzustellen sowie analog die Kontaktperson für das Internationale Paralympische Komitee (IPC) zu sein.

### Deutschland
Der Deutsche Behindertensportverband e. V. vertritt die Bundesrepublik Deutschland als Nationales Paralympisches Komitee und nominiert den Chef de Mission. Seit 1996 ist das Karl Quade.